# Groupement d’intérêt public pour l’éducation numérique en Afrique
Le Groupement d’intérêt public pour l’éducation numérique en Afrique (abrégé GIPENA) est un groupement d'intérêt public créé en 2010 pour 5 ans. Il a pour mission de mettre en œuvre et de coordonner les actions menées par la France dans le domaine de l’éducation numérique avec un ensemble de pays africains.
Le président du GIPENA lors de la période 2010-2013 fut Alain Madelin.
Le GIP ENA a été dissous le 23 aout 2013 (JORF n°0257 du 5 novembre 2013 page 17914 

## Membres
Sont membres du GIPENA :
- le ministère des Affaires étrangères et européennes ;
- le ministère de l’Éducation nationale ;
- le ministère du Budget et de la Fonction publique ;
- le secrétariat d’État à l’Économie numérique ;
- le Centre international d’études pédagogiques (CIEP).

## La Délégation interministérielle à l’éducation numérique en Afrique (DIENA)
Le GIPENA est le support administratif et juridique de la Délégation interministérielle à l’éducation numérique en Afrique (DIENA) qui a entre autres pour mission de s'occuper du projet Sankoré pour lequel a été développé le logiciel libre et open source Open-Sankoré. 
Son directeur général fut le délégué interministériel à l’éducation numérique en Afrique, le professeur Albert-Claude Benhamou, nommé par décret du premier ministre le 23 février 2010 (Extrait du JORF no 0047 du 25 février 2010 page 3628 texte no 58).

## Réalisations
Le GIP ENA réalise 4 missions au sein du programme Sankoré : 
- mettre à disposition des pays africains partenaires 6 400 classes numériques composées d'ordinateurs portables chargés de 30 Go de contenus éducatifs libres, de vidéo-projecteurs et dispositifs interactifs permettant de réaliser des murs numériques interactifs (TNI) ;
- créer, maintenir et mettre à disposition un logiciel libre de tableau numérique interactif : Open-Sankoré ;
- maintenir une base de données de mutualisation de ressources éducatives libres (REL) sous licence Creative Commons au sein de Planète-Sankoré ;
- contribuer à la formation des formateurs et des enseignants avec les pays partenaires.

Un accord de partenariat a été passé début 2012 avec la DGESCO pour assurer la production de ressources utilisables à l'école primaire (maitrise de la langue française, mathématiques et sciences) ainsi que dans la formation professionnelle. Les ressources produites sous licence Creative Commons dans le cadre de ce partenariat seront livrées au premier trimestre scolaire 2014.
Les principaux pays participants au programme Sankoré sont : 
- Le Bénin
- Le Burkina Faso
- la Côte d'Ivoire
- Haïti
- le Mali
- Madagascar
- Maurice
- Le Niger
- la République démocratique du Congo
- le Sénégal